# Дзета Хамелеона
Дзета Хамелеона (лат. Zeta Chamaeleontis) — звезда в созвездии Хамелеона на расстоянии около 570 световых лет от Солнца. Звезда приближается к Солнцу с лучевой скоростью около 42 км/с.
Дзета Хамелеона обладает светимостью около 522 светимостей Солнца при температуре поверхности около 13544 K. Южноафриканский астроном А. В. Дж. Казинс в 1960 году заметил, что у звезды меняется видимая звёздная величина от 5,06 до 5,17. Дзету Хамелеона относят к переменным звёздам типа Беты Цефея, такой тип переменности указан в каталогах Hipparcos и Tycho (ESA 1997), период переменности составляет 1,07 суток, но в версии каталогов от 2011 года звезду отнесли к медленно пульсирующим переменным спектрального класса B.
Звезда принадлежит спектральному классу B5V, то есть является звездой-карликом и обладает абсолютной звёздной величиной −1,02 при массе 5,9 массы Солнца.